# Глимчер, Лори
Лори Глимчер (Laurie Hollis Glimcher; род. 1951) — американский учёный-медик, иммунолог и онколог. Член Национальных Академии наук (2002) и Медицинской академии (1998) США, а также Американского философского общества (2019). Президент и CEO Dana–Farber Cancer Institute, директор Dana–Farber/Harvard Cancer Center, профессор Гарвардской медицинской школы. Прежде декан (с 2012) и профессор Weill Cornell Medicine и провост по медицинским вопросам Корнеллского университета.

## Биография
Дочь учёного-медика Melvin J. Glimcher (1925—2014; он также работал в Гарвардской медицинской школе и Л. Глимчер сотрудничала с отцом). Есть две сестры, Лори росла с ними в Бруклине. Она единственная из них проявила интерес к науке и пошла по стопам отца. В студенческие годы она летом работала в его лаборатории.
Окончила Радклиффский колледж (бакалавр magna cum laude). Получила степень доктора медицины cum laude в Гарвардской медицинской школе, которую когда-то также окончил её отец и спустя 26 лет после него была отмечена там как и он Soma Weiss Prize.
С 1991 по 2012 год являлась профессором Гарвардского университета и врачом Brigham and Women's Hospital.
С 2012 года декан Weill Cornell Medicine (стала первой женщиной на этом посту).
Соучредитель Quentis Therapeutics, научный консультативный совет которой возглавляет. Входила в совет директоров Bristol Myers Squibb.
Член American Asthma Foundation, Cancer Research Institute и др., жюри Ласкеровской премии, научных консультативных советов Burroughs Wellcome Fund и Медицинского института Говарда Хьюза.
В 2003—2004 гг. президент American Association of Immunologists.
Фелло Американской академии искусств и наук (1996), Американской ассоциации содействия развитию науки (2009) и Академии Американской ассоциации исследований рака (2018), а также Royal Society of Biology.
Автор более 350 научных работ.
Разведена, бывший супруг — Hugh Auchincloss, дети.
Увлекается бегом, любит театр и оперу.

## Награды и отличия
- FASEB Excellence in Science Award[англ.] (2001)
- Stanley J. Korsmeyer Award[англ.] (2001)
- American Society for Clinical Investigation[англ.] Outstanding Investigator Award (2001)
- Klemperer Award Нью-Йоркской академии медицины (2003)
- Dean’s Award for Leadership in the Advancement of Women Faculty Гарвардской медицинской школы (2006)
- American College of Rheumatology[англ.] Distinguished Investigator Award (2006)
- Senior Scholar Award, American Association of University Women[англ.] (2006)
- Huang Meritorious Career Award, American Association of Immunologists[англ.] (2006)
- Excellence in Mentoring Award, American Association of Immunologists (2008)
- Премия Вильяма Коли Института исследований рака (2012, совместно с Р. Э. Флейвеллом и Kenneth M. Murphy)
- Vanderbilt Prize in Biomedical Science (2013)
- Advancing Women in Science and Medicine Award for Excellence, Feinstein Institute for Medical Research[англ.] (2013)
- Margaret Kripke Legend Award, University of Texas MD Anderson Cancer Center (2014)
- L'Oréal-UNESCO Award for Women in Science (2014)
- Steven C. Beering Award (2015)
- Marion Spencer Fay Award (2016)[22]
- George M. Kober Medal[нем.], Association of American Physicians (2017)
- Award for Distinguished Research in the Biomedical Sciences, Association of American Medical Colleges[англ.] (2017)[23]
- American Association of Immunologists Lifetime Achievement Award[англ.] (2018)[24]
- Названа в числе 50 Most Influential Physician Executives and Leaders по версии Modern Healthcare[англ.] (2018)[25]